# Világító kukuzsó
A világító kukuzsó vagy kukujóbogár (Pyrophorus noctilucus) a bogarak (Coleoptera) rendjébe, a pattanóbogár-félék (Elateridae) családjába tartozó rovarfaj.
Élőhelyeiken tűzbogaraknak, vagy tűzlegyeknek nevezik őket.

## Előfordulása
Megtalálható a nyugat-indiai szigetek, valamint az amerikai kontinens tropikus területei, beleértve a Karib-térséget (Kuba, Dominikai Köztársaság, Puerto Rico, Kolumbia Venezuela, Guyana, Saint Vincent és a Grenadine-szigetek) is.
Nagyon gyakori Havannában, Brazíliában, Guyanában és Mexikóban.

## Élőhelye
Erdős területek.

## Megjelenése

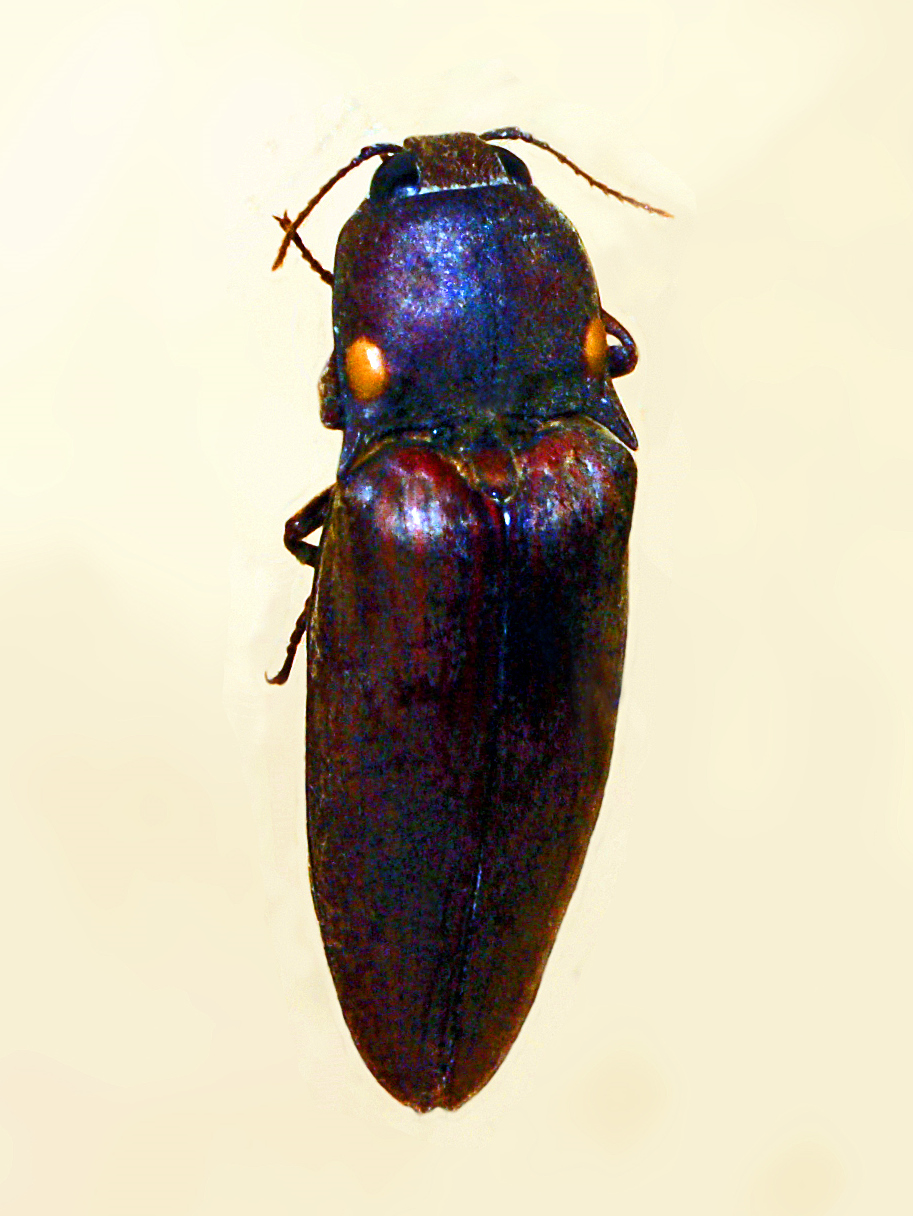

Világosságra szőrrel borított, barna vagy fekete színű, 4 – 4,4 cm hosszúságú bogár.
Előtoruk sarkai közelében két kidudorodó viaszsárga világító foltjuk van, mely az élő bogárnál folyamatosan, zöldes fénnyel világít. Villogtatni, vagy kikapcsolni nem tudja, viszont a fényerősségét képes szabályozni.
Ennek a fénynek az erőssége 45 millilambert, mellyel a legfényesebb biolunineszcenciával büszkélkedhető élőlény. Közel tartva egy könyvhöz, akár olvasni is lehet a fényénél. Ennek a fénynek a célja valószínűleg a jeladás a fajtársak felé. 
A hasán is található egy vörös színű világító szerve, melyet a bogár repülésekor időszakosan fel-fel villant, egészen addig, amíg kb. 10 cm-re a föld felszínéhez érkezik, ekkor kikapcsolja. 
Teste karcsú, feje lefelé hajló, mélyen a torba süllyesztett. A 12 ízű csápok a szemek előtt erednek.
Az elülső és középső lábpár csípői nyitottak, a hátulsókat lemezszerű combfedők takarják. A lábfejízeinek száma öt.
Lábai rendkívül rövidek, a bogár a hátára fordulva csak éppen érinteni képes a talajt, így azok segítségével visszafordulni nem tud. Ennek megoldására különlegesre fejlődött a teste. Az izmos, kidomborodó előtorának hasi oldala, hátul rövid tüskével végződik, mely a mellközép elülső szélén lévő bemélyedésbe szorosan beleilleszkedik. Az állat a torát és testvégét erősen az aljzathoz feszíti, hátát megemeli, a melltő tüskéjét erővel a mellközép tövéhez nyomja, majd hirtelen belecsúsztatja. Közben a szárnyfedőinek tövét az aljzathoz csapja, ezzel az ellenlökéssel dobja fel magát, a levegőben megfordul és a talpaira esik. Ha esetleg nem sikerül, újra próbálkozik. 
Lárvája hosszú, hengeres alakú, sárga színű, hat rövid lábbal, fekete színű, lapított fejjel. Felsőajka nincsen, alsóállkapcsának külső karéja kétízes.

## Életmódja
Március és augusztus között aktívak.
Sokszor nagy tömegekben láthatóak, ahogy a fákon összegyűlve kivilágítják az erdő egy részét.
A kukujók képesek behajlítani, majd megpattintani a testtájaikat, ezáltal a levegőbe lökve magukat, miközben egy hangos csattanó hangot adnak ki. Ily módon menekülnek el a ragadozók elől, vagy segítenek magukon, ha a hátukra fordulnak. Nevüket is innen kapták: pattanóbogarak.

## Táplálkozása
Zsákmányszerzése is egyedülálló. A világító foltjai nem csak világítást szolgálnak, zsákocskák találhatóak mögötte, melyek méreggel vannak tele. A fény odavonz más rovarokat, melyek ha megfelelő hatótávolságba kerülnek, a tárolókból méregfelhőt lövell ki a bogár, megbénítva ezzel az áldozatát. Mielőtt az magához térne a kukujó erős állkapcsával összeroppantva megöli, majd még egy adag mérget fecskendez a testébe, ezzel fellágyítva a szöveteit és a külső vázát. Ezután a felpuhult test belső szerveit elfogyasztja, a többi részét otthagyja. Ez a fajta táplálkozási mód rengeteg energiával jár, ezért négy óránként muszáj ennie.
Mindenevő, fogságban (világítás céljából tartják) a kedvenc táplálékával, cukornáddal etetik.
Lárvája is mindenevő, termőföldben vagy fakorhadékban él és élő vagy elhalt növényi részekből táplálkozik. De fogyaszt gombát, fák és bokrok gyökereit, a kerti növényeknek nem csak a gyökerét, de a gumóját is megrágja, valamint állati tetemeket, rovarlárvákat, sőt alkalmanként saját fajtársaikat is megeszik.

## Veszélyessége
Az általa termelt méreg emberre nem veszélyes, a bőr elég védelmet nyújt, esetleg kisebb égési sérülés, vagy kiütések keletkezhetnek, lenyelve közömbösíti a gyomorsav, viszont szembe kerülve akár vakságot is okozhat.

## Károkozása
A földben élő lárvái a cukorrépák gyökereit rágják, de jelentősebb károkat általában nem okoznak.

## Haszna
A szentjánosbogarakkal ellentétben a kukujóbogár folyamatosan világít, nem tudja kikapcsolni ezt a funkcióját, csak a teste alsó részén. Ezt kihasználva az emberek már régóta sűrű szövésű kalitkákba, perforált tökökbe, vagy üvegfalú lámpásokba tették és a kunyhóikban, vagy vándorutak során az utak megvilágításra használták.

## Érdekesség
A bogár kibírja a fagyasztást. Dokumentáltak már olyan esetet, mikor a leszüretelt gyümölccsel együtt lefagyasztották, majd kiolvadás után elment.

## Videó
- https://www.youtube.com/watch?v=zzfFdCUIYPE